# Nemocnice Chuo-šen-šan
Nemocnice Chuo-šen-šan (čínsky v českém přepisu Chuo-šen-šan i-jüan, pchin-jinem Huǒshénshān Yīyuàn, znaky 火神山医院) je nouzová polní nemocnice vystavěná v městském obvodě Cchaj-tien města Wu-chan v Čínské lidové republice. Vznikla kvůli silnému vytížení nemocnic v okolí Wu-chanu kvůli probíhající epidemii koronaviru SARS-CoV-2. Postavena byla během deseti dní od 23. ledna do 2. února 2020 a od 3. února 2020 je v provozu. V nemocnici se nachází přes 1 000 lůžek a zaměstnáno zde je přibližně 1 400 vojenských lékařů z Čínské lidově osvobozenecké armády.